# Eduardo Arbide Allende
Eduardo Arbide Allende (1900-1987), futbolista hispano-argentino conocido como Arbide.
Nació en la Ciudad de Rosario (Argentina) el 4 de diciembre de 1900, hijo de emigrantes vascos que retornarían posteriormente a su tierra de origen, por lo que Arbide desarrollaría la totalidad de su carrera deportiva en España.
Toda su carrera futbolística la desarrolló en la Real Sociedad de Fútbol de San Sebastián equipo en el que jugó como interior derecho entre 1918 y 1925. Con la Real Sociedad jugó un total 32 partidos oficiales y marcó 19 goles. Con el equipo de San Sebastián ganó tres campeonatos regionales, siendo además el principal artífice del título de Guipúzcoa de 1923, ya que marcó los dos goles de su equipo en el desempate de la final ante el Real Unión de Irún. Fue coetáneo en la Real Sociedad de otros jugadores como Mariano Arrate, Silverio, Artola o Agustín Eizaguirre.

## Selección nacional
Fue internacional con la Selección nacional de fútbol de España en 1 ocasión.
Su único partido como internacional fue un amistoso que enfrentó a España con Portugal el 18 de diciembre de 1921 en el Estadio de la calle O'Donnell de Madrid y que se saldó con una victoria de los españoles por 3-1.
Arbide fue el primer futbolista nacido en un país extranjero en defender los colores de la selección española. Paulino Alcántara, nacido en Filipinas, había debutado unos pocos meses antes que Arbide, pero cuando Alcántara nació en 1896, Filipinas era todavía era una colonia española. 
Participó con una selección vasca en una gira por Sudamérica en 1922.

## Clubes
| Club          | País   | Año       |
| ------------- | ------ | --------- |
| Real Sociedad | España | 1918-1925 |

## Títulos

### Campeonatos regionales
| Título         | Club          | País   | Año  |
| -------------- | ------------- | ------ | ---- |
| Camp.Guipúzcoa | Real Sociedad | España | 1919 |
| Camp.Guipúzcoa | Real Sociedad | España | 1923 |
| Camp.Guipúzcoa | Real Sociedad | España | 1925 |